# Военно-воздушные силы Кот-д’Ивуара
Военно-воздушные силы Кот-д’Ивуара (фр. L’armée de l'air Ivoirienne) — вид войск Вооружённых Сил Республики Кот-д’Ивуар. Ранее именовались как Группа воздушного транспорта и связи Кот-д’Ивуара (фр. Groupement Aérien de Transport et de Liaison — GATL). В 2004 году технопарк ВВС страны был почти полностью уничтожен.

## История
После получение независимости от Франции в 1960 году, Кот-д’Ивуар подписал с бывшей метрополией ряд двусторонних оборонных соглашений, согласно которым французские военные должны были подготовить лётный состав и поставить боевые самолёты. Поставки авиатехники начались в 1961 году с трёх самолётов Douglas C-47 и семи MH.1521 Broussard. На 1979 год ВВС Кот-д’Ивуара имели только один транспортный и один связной самолёты. Первыми реактивными самолётами в ВВС страны стали шесть Alpha Jet CI, приобретённые в октябре 1980 года. Впоследствии ещё один был куплен в 1983 году.
Во время гражданской войны 2002—2007 годов правительство Л. Гбагбо использовал ВВС против повстанческих сил. Так, 4 ноября 2004 года президент Гбагбо приказал осуществить воздушные налёты по повстанцам. 6 ноября ивуарийский Су-25 по ошибке разбомбил французскую базу близ города Буаке, убив девять французских солдат и американского рабочего, перепутав их с повстанцами. В ответ французские войска совершили нападение на аэропорт Ямусукро, уничтожив два Су-25 и три вертолёта Ми-24, ещё два военных вертолёта были ими сбиты над Абиджаном. Через час после нападения на лагерь французская армия установила контроль над аэропортом Абиджана и запросила подкрепления с базы в Габоне. Президент Гбагбо обвинил Францию в поддержке повстанцев.
В 2005 году, несмотря на эмбарго СБ ООН на оказании военной помощи и поставки оружия в Кот-д’Ивуар, для восстановления военно-воздушных сил страны тайно прибыла группа из 10 авиатехников из Белоруссии и Украины.
На 2007 году, по информации Aviation Week & Space Technology, в эксплуатации находились шесть летательных аппаратов: один Ан-32, один Cessna 421, два вертолёта Eurocopter SA 365 Dauphin, один VIP-самолёт Gulfstream IV и один вертолёт Ми-24. Кроме того, Deagel.com сообщил о двух штурмовиках МиГ-23. Однако не все летательные аппараты находятся в исправном состоянии.
В 2011 году в нарушении санкций ООН в страну были поставлены три вертолёты Ми-24, что вызвало международный скандал. Как предполагается, поставки велись из Белоруссии, однако данная информация не была доказана. Последняя поставка для ВВС Кот-д’Ивуара осуществила Болгария в июне 2018 года, продав два транспортных самолёта Ан-26Б.

## Униформа и эмблемы
Эмблемой ВВС служит изображение пчелы и двух крыльев. Эмблему эту носят на тулье фуражки и на погонах повседневной формы, иногда на груди над правым карманом. Национальных знаков для пилотов в Кот-д’Ивуаре нет, вместо этого обычно носят французские, марокканские или тех стран, где получили лётное образование.

## Авиапарк
| Название               | Производство    | Тип                                | Модификация     | Количество      | Примечания                                                               |                 |
| Боевые самолёты        | Боевые самолёты | Боевые самолёты                    | Боевые самолёты | Боевые самолёты | Боевые самолёты                                                          | Боевые самолёты |
| ---------------------- | --------------- | ---------------------------------- | --------------- | --------------- | ------------------------------------------------------------------------ | --------------- |
| Су-25                  | СССР            | Штурмовик                          | Су-25УБ         | 2               |                                                                          |                 |
| Транспортные самолёты  |                 |                                    |                 |                 |                                                                          |                 |
| Ан-26                  | СССР            | Транспортный самолёт               | Aн-26Б          | 2               | Приобретено у Болгарии в июне 2018 года.                                 |                 |
| Boeing 727             | США             | Транспортный самолёт               | VIP             | 1               |                                                                          |                 |
| Gulfstream IV          | США             | Транспортный самолёт               |                 | 1               |                                                                          |                 |
| Вертолёты              |                 |                                    |                 |                 |                                                                          |                 |
| Alouette III           | Франция         | многоцелевой                       |                 | 2               |                                                                          |                 |
| AS365 Dauphin          | Франция         | многоцелевой                       |                 | 1               |                                                                          |                 |
| SA330 Puma             | Франция         | многоцелевой                       |                 | 1               |                                                                          |                 |
| AgustaWestland AW139   | Италия          | VIP                                |                 | 1               |                                                                          |                 |
| Ми-24                  | СССР            | ударный вертолёт                   |                 | 3               | Поставлены неизвестным государством в нарушении санкций ООН в 2011 году. |                 |
| Учебно-боевые самолёты |                 |                                    |                 |                 |                                                                          |                 |
| Alpha Jet              | Франция/ ФРГ    | лёгкий штурмовик и учебный самолёт |                 | Неизвестно      |                                                                          |                 |

## Галерея
- Ивуарийский Gulfstream G-III в Цюрихе.
- Вертолёт SA330 Puma ВВС Кот-д’Ивуар в аэропорту Фару (Португалия).
- CASA C-295 в аэропорту Котока (Гана)